# Sousa teuszii
La susa atlantica (Sousa teuszii (Kükenthal, 1892)), nota anche come delfino del Camerun, è un cetaceo della famiglia dei Delfinidi (Delphinidae) originario delle aree costiere dell'Africa occidentale.

## Tassonomia
La susa atlantica è una delle quattro specie di delfini del genere Sousa. In passato la validità di questa specie è stata messa in discussione, ma le recenti analisi genetiche e morfologiche hanno fornito prove convincenti del fatto che essa sia valida e separata dalle altre suse degli oceani Indiano e Pacifico. Per maggiori dettagli vedere la «Tassonomia del genere Sousa».

## Descrizione
L'aspetto fisico delle suse atlantiche è simile a quello delle suse indopacifiche. Misurano tra gli 1,8 e i 2,8 metri di lunghezza e pesano tra i 250 e i 285 kg. Hanno un corpo robusto, pinne larghe con punte arrotondate, un rostro ben definito più corto di quello delle altre suse e una piccola pinna dorsale falciforme poggiata su una caratteristica gobba dorsale ben sviluppata. La colorazione è generalmente grigio ardesia sul dorso e sui fianchi e sfuma in un grigio più chiaro sul ventre. Il rostro e la pinna dorsale tendono a schiarirsi con l'età. Il numero dei denti è inferiore rispetto ad altre specie di susa (27-32 nell'arcata superiore e 31-39 nell'arcata inferiore).

## Distribuzione e habitat
Questi delfini vivono lungo la costa occidentale dell'Africa: il loro areale si estende dal Sahara Occidentale a nord all'Angola a sud. Si dice che siano particolarmente comuni al largo della costa della Mauritania. Si possono incontrare anche in fiumi come il Niger, sebbene di solito rimangano all'interno dell'estuario e raramente si spostino nell'entroterra. Non si spingono mai in mare aperto, rimanendo sempre entro una distanza di 1–2 km dalla costa, probabilmente per evitare predatori come le orche.

## Biologia
Questa specie è generalmente timida, non cavalca le onde di prua e raramente si esibisce in evoluzioni aeree. I gruppi di solito variano da 1 a 8 animali, ma sono stati osservati gruppi composti anche da 20-40 esemplari. In Angola alcuni individui sembrano mostrare un'alta fedeltà al loro areale locale e forti modelli di associazione. Gli animali tendono a nutrirsi in piccole baie, in acque riparate dietro le barriere coralline e in aree al largo della foce dei fiumi in secca, mentre gli spostamenti avvengono principalmente lungo le coste esposte.
I gruppi si foraggiano generalmente in prossimità della riva in acque poco profonde e spesso all'interno della zona della risacca. Sembra che si nutrano principalmente di pesci di allevamento costiero come il cefalo.
Non sono stati condotti studi sul ciclo vitale. Sulla base di una specie imparentata, la Sousa plumbea, si sospetta che i maschi siano più grandi delle femmine.

## Conservazione
In Mauritania viene segnalata una relazione speciale tra le suse atlantiche e i pescatori. Lì è severamente vietato cacciare questi animali e i pescatori colpiscono la superficie dell'acqua con dei bastoni, facendo sì che i delfini spingano i pesci di cui si nutrono verso la riva, dove sono state già poste in precedenza le reti: le popolazioni di pesci sono così numerose che ce n'è abbastanza anche per i delfini.
Anche in altre regioni la specie non viene cacciata spesso, ma essa è minacciata da altri fattori, in particolare dal pericolo di rimanere impigliata nelle rete da pesca e di annegare; altre minacce sono costituite dall'inquinamento dei mari e dalla riconversione di tratti di costa dove le foreste di mangrovie vengono disboscate a vantaggio di campi o insediamenti. Quel che è certo è che le popolazioni sono in diminuzione o addirittura scomparse, soprattutto nelle regioni costiere densamente popolate. Il numero di esemplari si aggira intorno alle 3000 unità e la specie è pertanto considerata «in pericolo critico» (Critically Endangered).